# Boeing C-97 Stratofreighter
Le Boeing C-97 Stratofreighter est un avion de transport militaire à long rayon d'action basé sur le bombardier B-29. Les travaux de conception débutent en 1942, le premier vol du prototype a lieu le 9 novembre 1944 et le premier appareil de production entre en service en 1947. Entre 1947 et 1958, 888 C-97 sont construits en plusieurs versions, 816 étant des ravitailleurs KC-97. Les C-97 servent dans le pont aérien de Berlin, la guerre de Corée et la guerre du Viêt Nam. Quelques appareils sont utilisés comme postes de commandement volant pour le Strategic Air Command tandis que d'autres sont modifiés pour une utilisation dans l'Aerospace Rescue and Recovery Squadrons (ARRS).

## Conception et développement

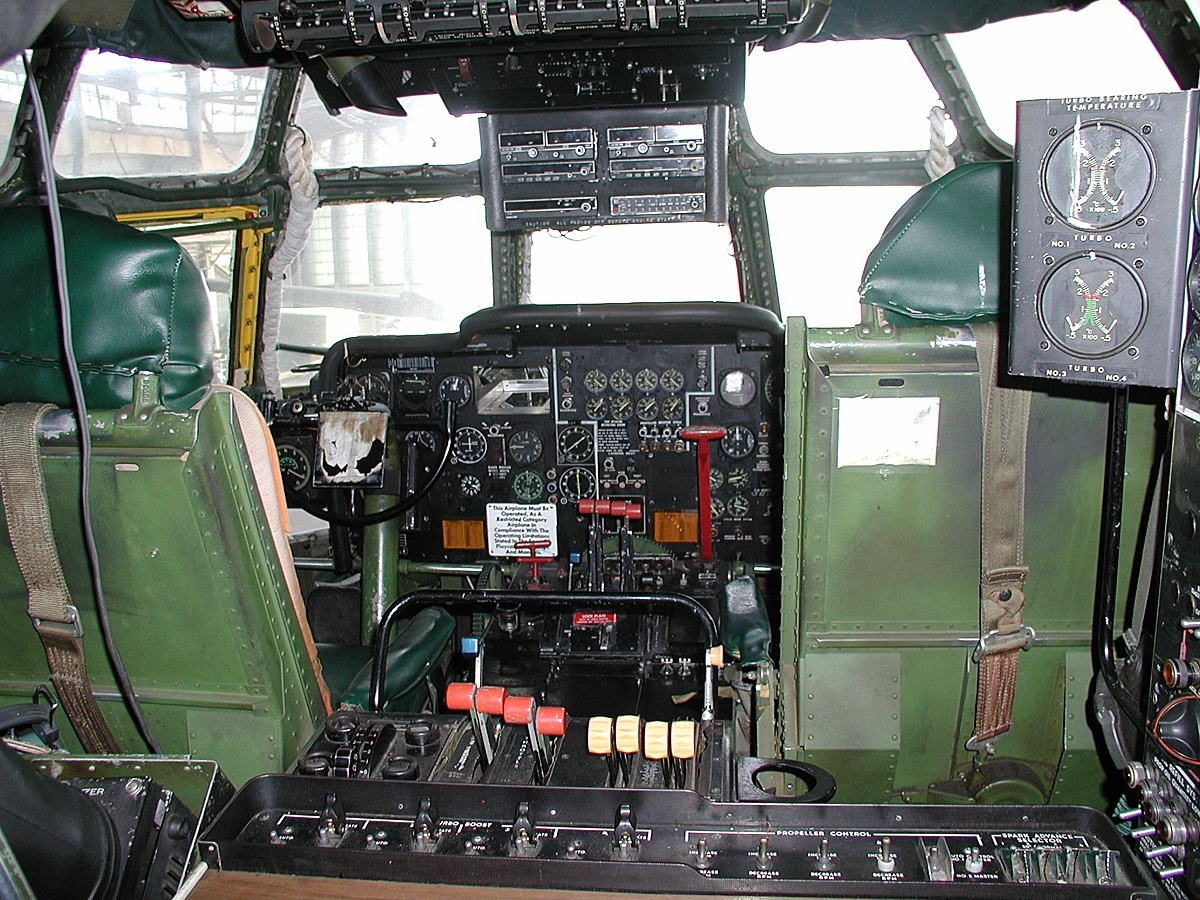
Cockpit du C-97G conservé par la Berlin Airlift Historical Foundation. Un troisième siège se trouve à hauteur du photographe.

Le Boeing C-97 Stratofreighter est développé vers la fin de la Seconde Guerre mondiale, par le montage d'un fuselage supérieur élargi sur un fuselage inférieur et les ailes qui sont essentiellement les mêmes que ceux du B-50 Superfortress avec la disposition de l'empennage de la voilure et des moteurs quasiment identique. Il est construit avant le décès du président de Boeing, Philip Johnson. Il est facilement distingué de l'avion de ligne 377 Stratocruiser par le radôme « bec » du radar sous le nez ainsi que par les perches de ravitaillement et les réacteurs sur les derniers modèles de ravitailleurs.
Le prototype XC-97 est propulsé par le moteur Wright R-3350 de 2 200 ch (1 640 kW), le même utilisé sur le B-29. Cet appareil et les autres de préproduction sont équipés avec un empennage et un gouvernail plus petits que ceux utilisés par la suite. Le C-97 a des portes clapet sous la queue, ainsi qu'une rampe rétractable pouvant être utilisé pour accéder au fret. Il est aussi équipé d'une rampe intégrée et un appareil de levage pour aider au chargement et au déchargement des marchandises et du personnel à travers les grandes portes clapet situées sur le ventre de l'appareil. Mais contrairement au Lockheed C-130 Hercules postérieur, il n'est pas conçu comme transport de combat qui pourrait distribuer directement les bases primitives avancées en réalisant des décollages et atterrissages courts. Le rampe arrière ne peut pas être utilisée pour des largages aériens.
Le 9 janvier 1945, le premier prototype, piloté par le major Curtin Reinhardt, effectue un vol entre Seattle et Washington en 6 h 4 min, à une vitesse moyenne 616 km/h avec 20 000 lb de fret, ce qui est assez impressionnant à l'époque pour un tel avion. Les modèles de production reçoivent le moteur Pratt & Whitney Wasp Major de 3 500 ch (2 610 kW), le même que sur le B-50.
Le C-97 a une charge utile de 35 000 lb (16 t) et peut transporter deux camions ordinaires, de l'artillerie tractée, ou des véhicules légers sur chenilles comme le M56 Scorpion (en). Le C-97 est également le premier appareil de transport produit en masse à disposer de la cabine pressurisée, pour rendre les longues missions un peu plus confortables pour l'équipage et les passagers.

## Histoire opérationnelle

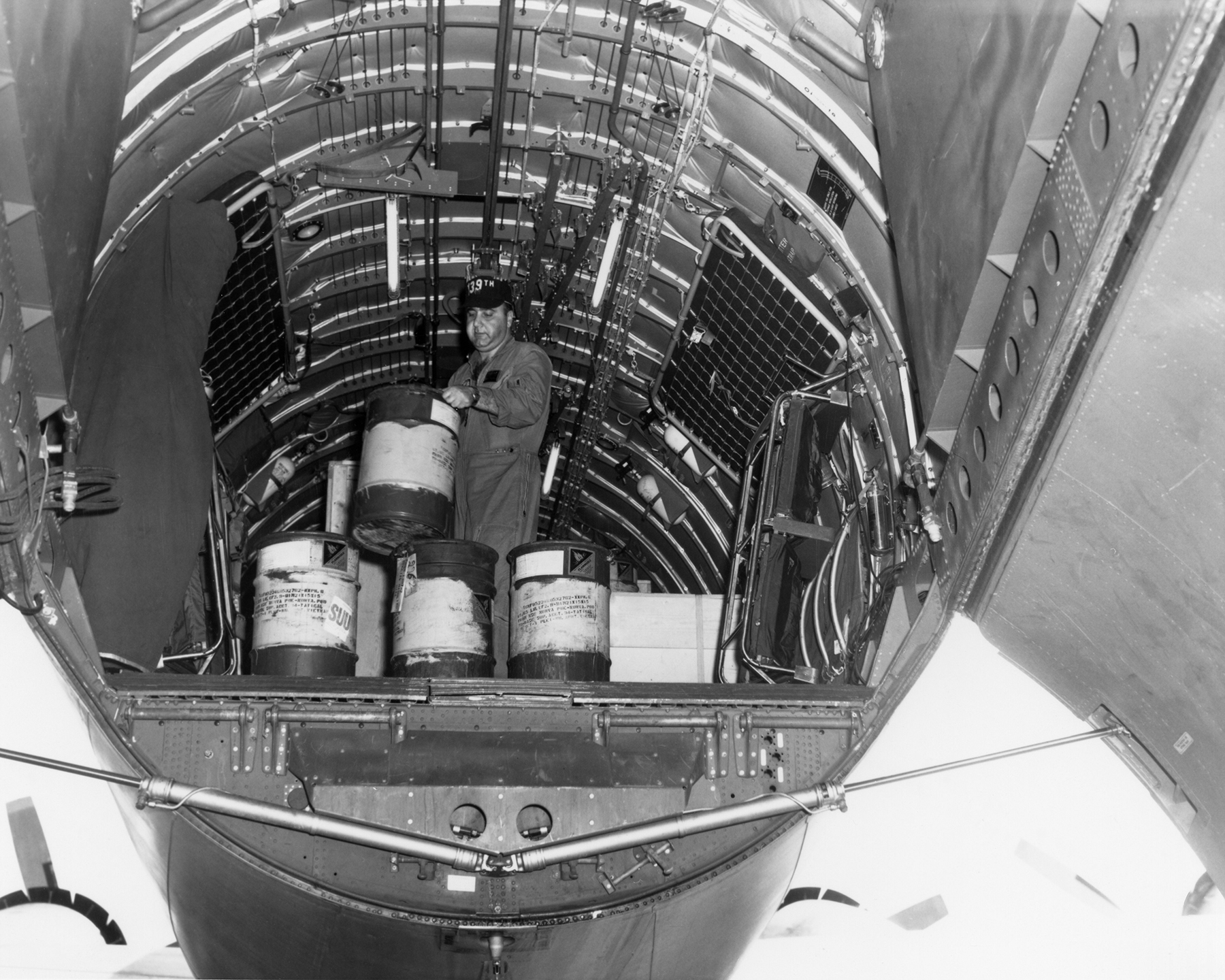
Soute d'un C-97 de la garde aérienne de New York en République du Viêt Nam en 1966.

Un YC-97A (serial 45-59595) est utilisé pour le pont aérien de Berlin à partir du 1er mai 1949, par le 1st Strategic Support Squadron,. Le 24 mai, il subit un incident avec le train d'atterrissage à Rhein Main Air Base,. Au cours de son déploiement il effectue 23 missions et achemine 444,8 tonnes de marchandises vers Berlin-Ouest.
Des C-97 évacuent des victimes pendant la guerre de Corée. Des C-97 participent également au transport de matériel de secours vers le terrain d'aviation d'Uli (Biafra) au cours de la guerre civile du Nigeria. Volant dans l'obscurité et au niveau de la cime des arbres pour échapper aux radars, au moins deux C-97 sont perdus. Le Strategic Air Command de l'USAF utilise les C-97 Stratofreighter de 1949 à 1978. Initialement, ils servent comme poste de commandement aéroporté du SAC. Alors que seulement 60 transporteurs C-97 sont construits, 816 le sont comme KC-97 Stratofreighter pour le ravitaillement en vol. La version civile du C-97 est le 377 Stratocruiser, un avion de ligne luxueux disposant d'un salon au pont inférieur et pouvant être équipé de cabines couchettes.
Les Israéliens se sont également tournés vers le KC-97 et le 377 Stratocruiser (sa version le transport de passagers). Ils ont adapté des Stratocruiser en appareils de transport, dont plusieurs avec la section arrière du C-97 y compris la rampe de chargement. D'autres sont modifiés avec l'arrière et les nacelles de ravitaillement pivotants[réf. nécessaire]. Un C-97 israélien est abattu par un missile SA-2 Guideline égyptien le 17 septembre 1971, bien qu'il volait en tant que plateforme de contre-mesures électroniques à environ 12 milles du canal de Suez.

## Versions
XC-97désignation militaire du prototype 367, trois construits.
YC-97transport de fret, six construits.
YC-97Atransport de troupes, trois construits.
YC-97Béquipé avec 80 sièges d'avion de ligne, redésigné VC-97D en 1954, retiré à MASDC le 15 décembre 1969.
C-97Atransport, 50 construits.
KC-97Atrois C-97A sont convertis en avions ravitailleurs avec la porte de chargement arrière retirée et une perche de ravitaillement ajoutée. Après qu'ils ont fait leurs preuves, ils sont reconvertis en C-97A.
C-97Ctransport d'évacuation médicale, 14 C-97A convertis pendant la guerre de Corée (également désigné MC-97).
VC-97Dconversion en transport de personnel, un Y-97A, deux C-97A convertis, plus le YC-97B. Désigné plus tard C-97D.
C-97Edes KC-97E convertis en avions de transport.
KC-97Eavions ravitailleurs avec la porte de chargement arrière fermée de façon permanente ; 60 construits.
C-97FKC-97F convertis en avions de transport.
KC-97Fmoteurs R-4360-59B de 3 800 ch et modifications mineures ; 159 construits.
C-97G135 KC-97G convertis en avions de transport.
EC-97Gconversion en ROEM de trois KC-97G. Le 53-106 est utilisé par le CIA pour les opérations ROEM couvertes dans le couloir aérien de Berlin-ouest.
KC-97Gavions à double rôle de ravitaillement en vol et transport de fret. Les KC-97G ont des réservoirs d'intrados ; 592 construits.
GKC-97Gcinq KC-97G sont utilisés comme cellules d'instruction au sol.
JKC-97Gun appareil est modifié pour tester les turboréacteurs General Electric J47-GE-23 placés sur l'intrados, et est par la suite designé KC-97L.
HC-97GKC-97G convertis pour des opérations de rechercher et sauvetage ; 22 convertis.
KC-97Hun KC-97F est converti de manière expérimentale avec un système de « tuyau et panier ».

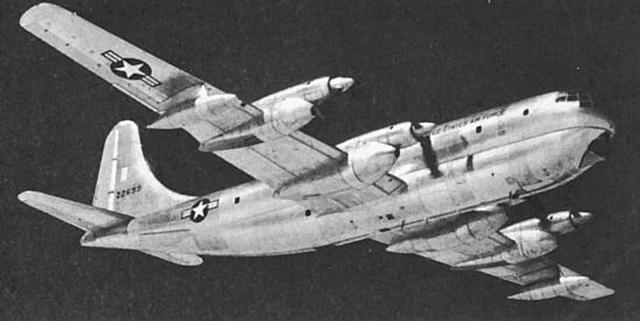
Un YC-97J, une version expérimentale motorisée avec des turbopropulseurs, en vol.

YC-97Jconversion d'un KC-97G avec quatre turbopropulseurs Pratt & Whitney YT34-P-5 5 700 ch (4 250 kW) ; abandonné en faveur du KC-135 Stratotanker[réf. nécessaire] ; deux convertis.
C-97KKC-97G convertis en transports de troupes.
KC-97L81 KC-97G modifiés avec deux turboréacteurs J47 sur des pylônes d'intrados.

## Opérateurs

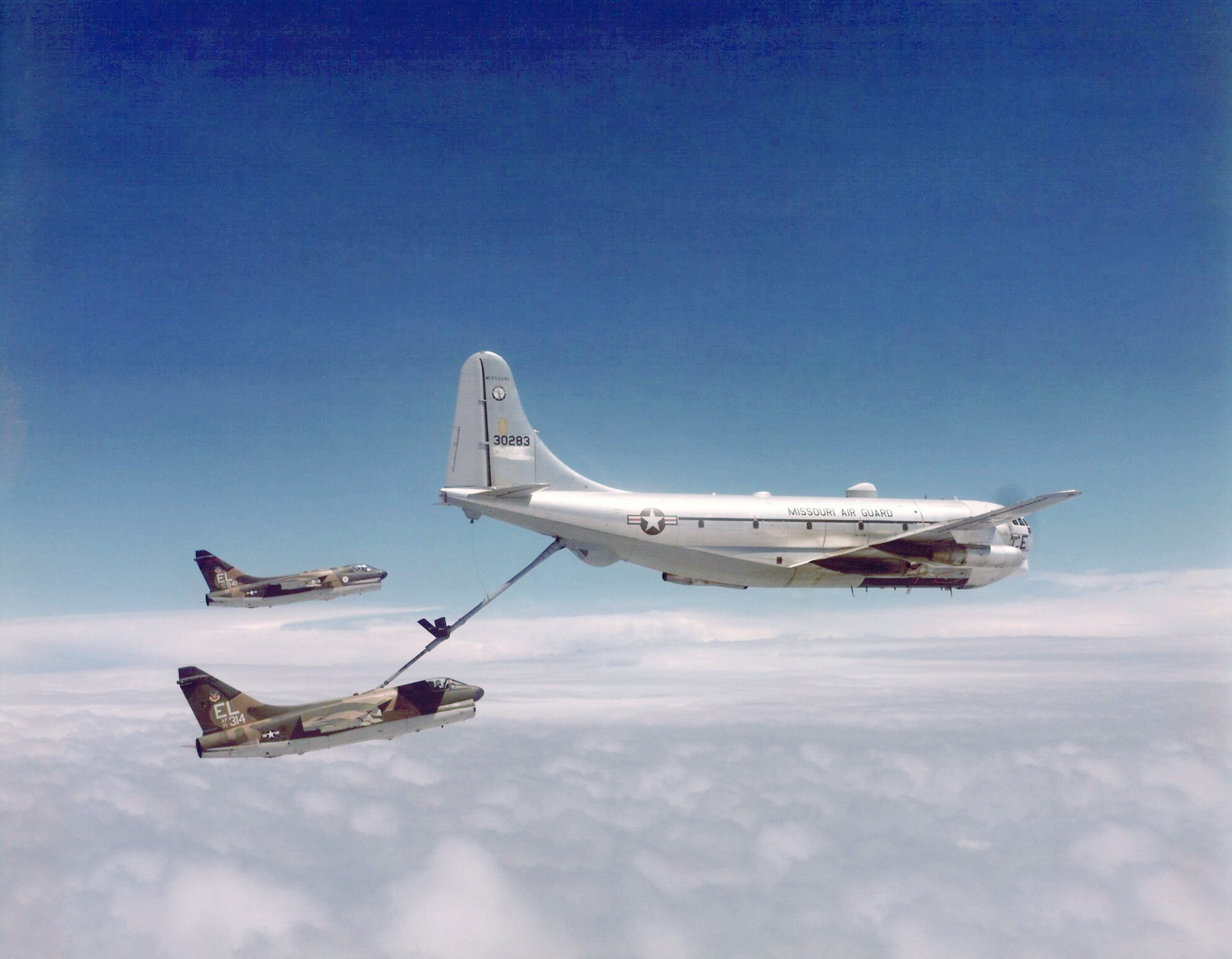
Un KC-97L du 180th ARS (vers 1972-1976) ravitaillant en carburant un A-7D Corsair II.

### Militaires
Espagne
- Armée de l'air espagnole

 États-Unis
- United States Air Force

 Israël
- Force aérienne et spatiale israélienne

#### Unités de l'USAF
Les unités suivantes de l'USAF ont utilisé les différents modèles de C-97, au cours de leur existence :

##### Air National Guard
- 105th Aeromedical Transport Group - Aéroport du comté de Westchester, New York (1962–1969)
  - 137th Air Transport Squadron
- 106th Air Transport Group - Suffolk County Airport (en), New York (-)
  - 102nd Air Transport Squadron
- 109th Air Transport Group - Schenectady Airport, New York (-)
  - 139th Air Transport Squadron
- 111th Air Transport Group - NAS Willow Grove (en), Pennsylvanie (-)
  - 103rd Air Transport Squadron
- 116th Air Transport Group - Dobbins Air Reserve Base, Géorgie (-)
  - 128th Air Transport Squadron (Heavy)
- 118th Air Transport Group - Aéroport international de Nashville, Tennessee (-)
  - 105th Air Transport Squadron
- 126th Air Refueling Wing - Aéroport international O'Hare de Chicago, Illinois
- 133rd Air Transport Wing - Aéroport international de Minneapolis-Saint-Paul, Minnesota (-)
  - 109th Air Transport Squadron (Heavy)
- 137th Air Transport Group - Aéroport Will Rogers-World, Oklahoma (-)
  - 185th Air Transport Squadron
- 138th Air Transport Group - Tulsa International Airport, Oklahoma (-)
  - 125th Air Transport Squadron
- 139th Air Transport Group - Rosecrans Air National Guard Base (en), Missouri (-)
  - 180th Air Transport Squadron (Heavy)
- 146th Air Transport Wing - NAS Point Mugu, Californie (-)
  - 115th Air Transport Squadron (Heavy)
  - 195th Air Transport Squadron (Heavy)
- 151st Air Transport Wing - Aéroport international de Salt Lake City, Utah (-)
  - 191st Air Transport Squadron (Heavy)
- 157th Air Transport Group - Grenier Field (en), New Hampshire (-)
  - 133rd Air Transport Squadron
- 161st Air Transport Group - Aéroport international Sky Harbor de Phoenix, Arizona (1966–1972)
  - 197th Air Transport Squadron
- 162nd Air Transport Wing -, Arizona (-)
- 164th Air Transport Group - Aéroport international de Memphis, Tennessee (-)
  - 155th Air Transport Squadron (Heavy)
- 165th Air Transport Group - Savannah International Airport, Géorgie (-)
  - 158th Air Transport Squadron (Heavy)
- 166th Air Transport Group - Aéroport du comté de New Castle, Delaware (-)
  - 142nd Air Transport Squadron

### Civils
- Balair
- Berlin Airlift Historical Foundation[9]
- Hawkins & Powers Aviation
- Zantop Air Transport (en)

## Accidents et incidents
Le site Aviation Safery recense 57 accidents et incidents dont 39 mortels causant 298 morts entre le 27 mars 1946 et 18 mai 1989 : 
- 15 octobre 1951 - Après le décollage de la base aérienne de Lajes, Açores, un Boeing C-97A du Military Air Transport Service est perdu sur un vol de retour vers la Westover Air Force Base dans le Massachusetts. L'appareil était piloté par le capitaine John Francis Dailey, Jr. et avait 11 membres d'équipage. Un total de 50 avions et navires cherchent sur la route prévue mais ne trouvent aucune trace de l'avion ou des membres d'équipage[11].

- 22 mars 1957 - Un C-97C de l'USAF en route vers Tokyo est perdu au-dessus de l'océan Pacifique, avec 67 personnes à bord. C'est l'accident le plus meurtrier impliquant un C-97[12].

- 30 juillet 1987 - Après le décollage, un C-97 utilisé par Belize Air International (une compagnie aérienne cargo) s'écrase sur l'autoroute Mexico-Toluca, tuant 5 des 12 personnes à bord et 44 personnes au sol[13].

## Appareils préservés

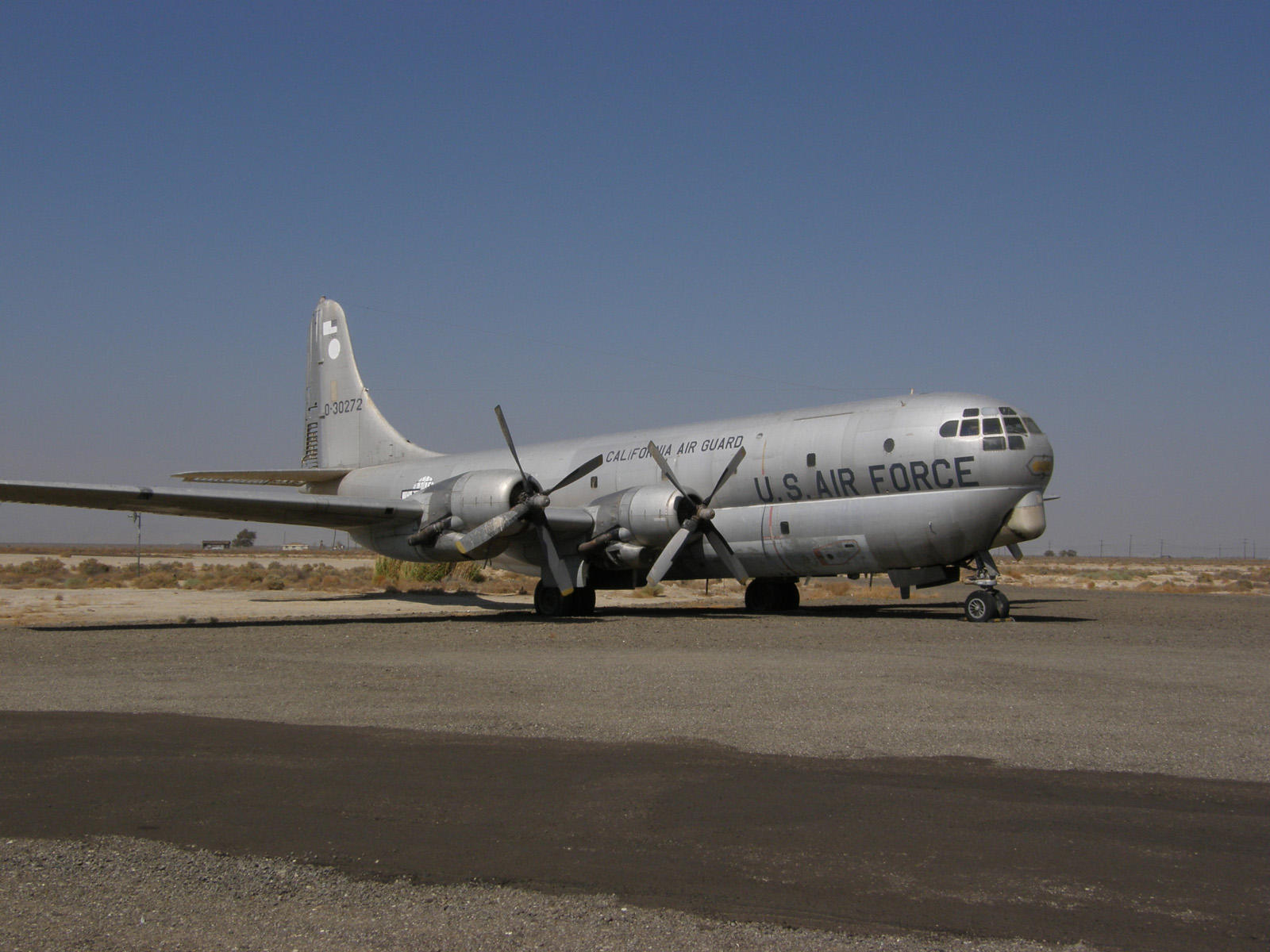
Ancien C-97G de la California Air National Guard au Milestones of Flight Museum, Fox Field à Lancaster (Californie).

En 2020, un seul C-97 est en état de vol : il s'agit du C-97G Angel of Deliverance (serial 52-2718) de la Berlin Airlift Historical Foundation, entièrement restauré entre 2002 et 2017 dans le hangar B du Floyd Bennett Field ; il a effectué son premier vol après restauration le 7 novembre 2017 et reste maintenu en état de vol. L'appareil porte les couleurs du YC-97A serial 45-59595 utilisé lors du pont aérien sur Berlin-Ouest.
Quatre autres appareils sont exposés dans des musées aux États-Unis et en Israël :
- Le C-97G 52-2626 est exposé au Pima Air and Space Museum à Tucson (Arizona)[17].
- Le C-97G N227AR (ancien appareil de l'USAF, serial 52-2764) est exposé au Don Q Inn, à côté du Dodgeville Municipal Airport (maintenant fermé) à l'extérieur de Dodgeville (Wisconsin)[18].
- Le C-97G 53-0272 est exposé au Milestones of Flight Museum, Fox Field (en) à Lancaster (Californie)[19].
- C-97G (ex 52-2799 de l'USAF), c/n 035/4X-FPO est exposé au Israel Air Force Museum, Hatzerim Airbase (en) à Beersheba en Israël[20].

#### Développement lié
- Pregnant Guppy
- Super Guppy
- Mini Guppy
- B-50 Superfortress
- 377 Stratocruiser
- KC-97 Stratofreighter

#### Avions comparables
- Douglas C-54 Skymaster
- Lockheed C-69 Constellation
- Convair XC-99
- Dougas C-118 Liftmaster
- Lockheed C-121 Constellation
- Douglas C-124 Globemaster II
- Lockheed C-130 Hercules